# Topkapi Saraj
Topkapi Saraj (turski: Topkapı Sarayı, osmanski turski: طوپقپو سرايى) palača je u Istanbulu (Turska) koja je skoro 400 godina bila glavnom rezidencijom osmanskih sultana, od 1465. – 1856. godine.
U palači su se održali mnogi povijesni državni događaji i kraljevske zabave, a danas je muzej velike i vrijedne kolekcije spomenikā i umjetninā (poput ogrtača i mača poslanika Muhameda, ali i Hrvojeva misala), ali i jedno od glavnih turističkih atrakcija Istanbula. 
Godine 1985. Topkapi Saraj je zajedno s ostalim spomenicima Povijesne jezgre Istanbula upisan na UNESCO-ov popis mjesta svjetske baštine u Europi kao najbolji primjer kompleksa palače iz osmanskog razdoblja.

## Povijest
Izgradnja palače Topkapi Saraj započela je 1459. godine po naredbi sultana Mehmeda II., osvajača bizantskog Konstantinopola. Ime mu na turskom znači "Palača topovske kapije" jer je izgrađena na mjestu gradskih vrata Konstantinopola koja su uništena turskim topovima. 
Na vrhuncu moći Osmanskog carstva palača je bila grad u malom i u njoj je živjelo oko 4,000 ljudi odjednom i pokrivala je veće područje uz obalu nego danas (oko 700,000 m²). Kompleks se širio stoljećima, obično u obnovama nakon katastrofa kao što su potres 1509. i požar 1665. godine. Koncem 17. stoljeća palača gubi svoj značaj jer sultani više vremena provode u svojoj novoj palači na Bosporu.
Naposljetku je sultan Abdul Medžid I. premjestio dvor u novoizgrađenu palaču u stilu europskog historicizma, Dolmabahçe. No, ipak su neke funkcije, poput carske riznice, knjižnice, džamije i kovačnice novca, zadržane u Topkapi Saraju.
Nakon propasti Osmanskog carstva 1921. godine, Topkapi Saraj je državnim dekretom 1924. godine pretvorena u Carski muzej pod upravom Ministarstva kulture i turizma.

## Odlike
Palača je kompleks koji čini palača s četiri glavna dvorišta, poput odvojenih domaćinstava (Aulus) sa stotinama prostorija i mnogo manjih građevina na području od 592,600 m². U njoj se nalaze džamije, bolnica, pekare i kovačnica. Samo najvažnije prostorije su otvorene za javnost, a ostatak strogo čuvaju predstavnici ministarstva i oružane snage turske vojske.
Carska vrata (Bâb-ı Hümâyûn) vode do prvog dvorišta u kojem su bili uredi i uprava. U drugo dvorište su vodila "Vrata pozdrava" (Bâb-üs Selâm) gdje se nalazila carska vijećnica (sofa) i riznica. "Vrata čednosti" (Bâbüssaâde) su vodila u treće dvorište u kojemu je bio harem (Harem-i Hümayûn) i unutarnje privatne prostorije sultana poput privatne škole (enderun). U četvrtom dvorištu koje poput terse gleda na Bospor, su bile privatne prostorije i građevine za dnevni boravak sultana.
Osim što je palača izvanredan primjer osmanske arhitekture, u njoj se nalaze i vrijedni primjerci carskog namještaja, porculana, odjeće, oružja, iluminiranih rukopisa (među kojima i Hrvojev misal), kaligrafija i freski, kao i izlošci nakita i drugih vrijednosti iz osmanske riznice.
- Model palače
- Carska vrata
- Bizantska Crkva sv. Irene u prvom dvorištu
- "Vrata pozdrava"
- Trijem ispred Prijemne dvorane (divan)
- "Toranj pravde" uz Carsku vijećnicu
- "Vrata čednosti"
- Prijemna dvorana ili Žalbena dvorana (Arz Odası)
- "Osvajačev paviljon" (Fatih Köşkü) u kojemu je riznica
- "Dvorište konkubina" u haremu
- Carska dvorana (Hünkâr Sofası) s prijestoljem
- Gornja terasa s česmom i Bagdadskim kioskom

## Vanjske poveznice
- Virtuani obilazak palače (360TR)